# Ciboule de Chine
Allium tuberosum · Ciboulette chinoise
Pour les articles homonymes, voir Ciboule (homonymie).
Espèce
Classification APG III (2009)

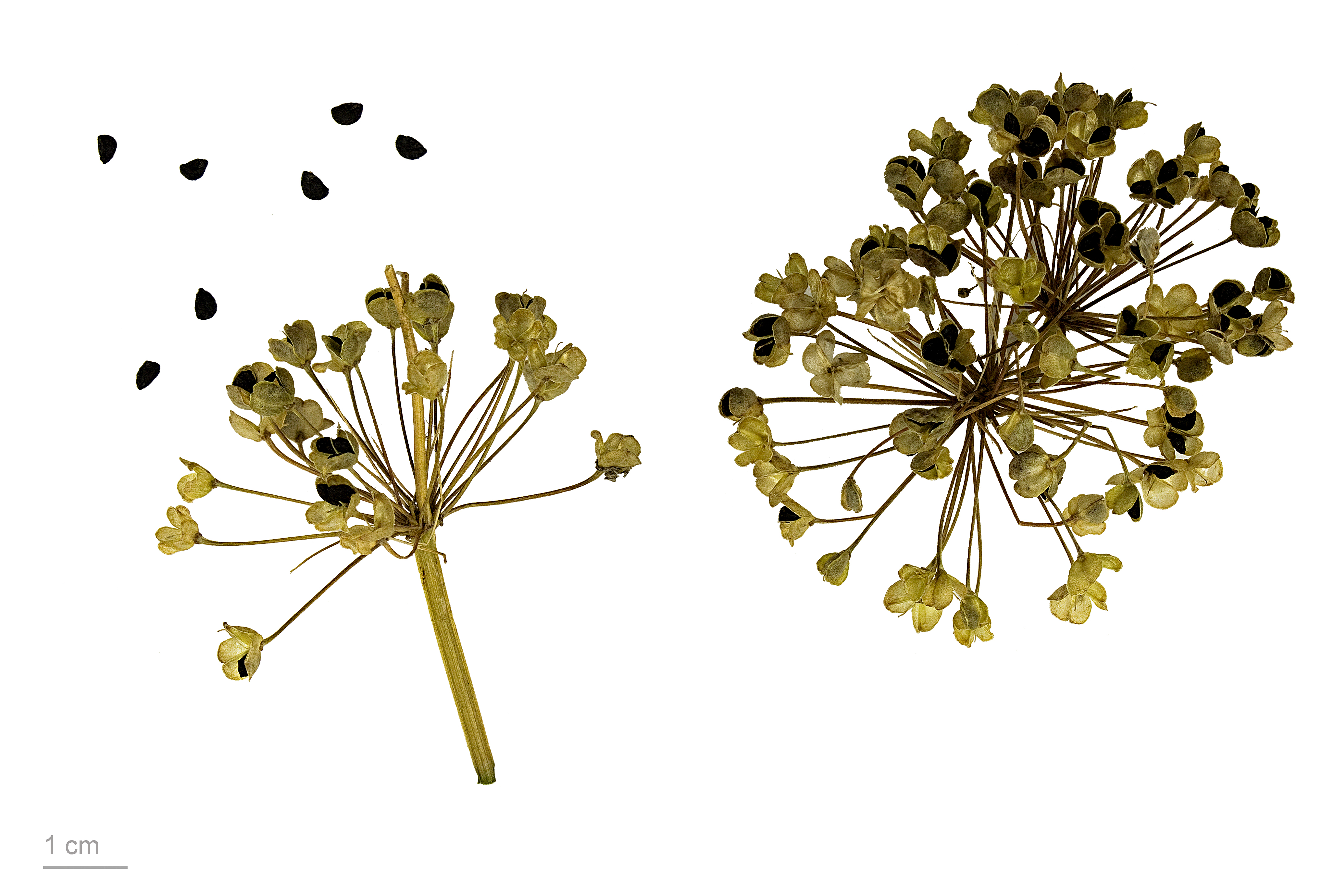
Allium tuberosum
Muséum de Toulouse.

Allium tuberosum, la Ciboule de Chine ou Ciboulette chinoise (韭菜, pinyin : jiǔcài), est une espèce de plantes à fleurs de la famille des Amaryllidacées (précédemment classée dans les Liliacées). C'est une plante herbacée cultivée pour ses feuilles utilisées comme fines herbes.
Noms communs : ciboule chinoise, ciboulette thaïe (Kui chai), oignon vert, ail à feuilles plates, ail odorant. de : chinesischer Schnittlauch, Knoblauch-Schnittlauch, Schnittknoblauch, Knolau, en : Chinese chives, es : cive chino.
Cette espèce est originaire d'Asie (Chine, Mongolie, sous-continent indien). Allium tuberosum est souvent considéré comme une espèce cultivée tétraploïde (2n=4x=32), bien qu'une espèce sauvage diploïde (2n=2x=16) ait récemment été découverte dans la province chinoise du Shanxi (2n est le nombre de chromosomes de chaque cellule somatique et x est le nombre de chromosomes basiques). La ciboulette chinoise (chinois simplifié : 韭菜 ; chinois traditionnel : 韭菜 ; pinyin : Jiǔcài) pousse à l'état sauvage sur le Jiucaiping dans les Monts Wumeng.

## Description
La ciboule chinoise est une plante bulbeuse, vivace, herbacée, de 70 cm de haut environ, à feuilles vert pâle, étroites, presque plates. L'inflorescence est une ombelle de fleurs blanches à six tépales disposés en étoile. Son goût, proche de celui de l'ail, est plus piquant et poivré que celui de la Ciboulette commune.

## Culture
La multiplication se fait par semis, soit à l'automne en pépinière, soit au début du printemps sous châssis. Les plants sont ensuite repiqués en place au stade six feuilles. On peut aussi procéder par division de touffes au printemps ou en automne. La récolte peut intervenir quelques mois après la plantation. Les feuilles de ciboule de Chine supportent bien la congélation.

## Utilisation
Les feuilles tendres ayant un léger goût d'ail peuvent servir, finement ciselées, à aromatiser les crudités, salades, omelettes, etc. Les fleurs peuvent aussi être utilisées aux mêmes fins.
À Hong Kong, on consomme la tige et non les feuilles de cette plante appelée kau choy (en chinois cantonais). On préfère la manger avec un bourgeon de fleur non éclos au bout (on l'appelle alors kau choy fah - « fleur de kau choy »). On dit que les kau choy fah sont moins amères, plus croquantes, plus goûteuses et sucrées que les kau choy. On dit également qu'il faut éviter les kau choy fah en floraison, car elles ont plus de fibres. La manière la plus courante et la plus simple de l'apprêter est de la sauter au wok avec un peu d'huile et de sel. On peut éventuellement ajouter des morceaux de viandes, bien qu'on la préfère généralement nature. Son usage en cuisine chinoise est donc différent de la cuisine européenne, puisqu'on consomme la tige plutôt que les feuilles, et qu'on lui donne le statut de plat d'accompagnement.